# ヒルトン東京ベイ
ヒルトン東京ベイ（ヒルトンとうきょうベイ、英称：Hilton Tokyo Bay）は、東京ディズニーリゾート内にあるヒルトンホテルが運営しているリゾートホテルである。
東京ディズニーリゾート・オフィシャルホテルの一つ。客室は828室（3階～11階）、料飲施設は5箇所、宴集会場は16箇所。東京ディズニーリゾート・トイ・ストーリーホテルとグランドニッコー東京ベイ 舞浜の間に位置する。

## 沿革
- 1988年（昭和63年）7月2日 - 第一生命保険発注でジャパン・ホテル・リート・アドバイザーズ建築でSRC造の地下1階の地上11階の『東京ベイヒルトン』として開業[1]。
- 2003年（平成15年）
  - 10月 - 東京ディズニーランド開業20周年で宿泊者が増加し、客室を増設[3]。
- 2008年（平成20年）
  - 3月 - 開業20周年で客室改装し、創作童話の世界を現したハッピーマジックルームを開設[4]。
  - 9月 - 客室改装し、ハッピーマジックルームを増設[5]。
- 2011年（平成20年）3月 - 10F・11Fの131客室をセレブリオシリーズとして改装[要出典]。
- 2012年より有名タレント、モデルを起用したブライダルファッションショーを開催。
- 2012年に独立型チャペル プリマルーチェがOpen。同年、お呼ばれされたい結婚式場第1位に選ばれる。

## 客室・宴会施設
宴会施設は12箇所である。
海側とディズニーリゾート側が明確に分かれている。湾曲した建築構造により眺望は各室異なる。客室にベランダ・テラス等は無い。
- セレブリオスイート
- セレブリオ・セレクト（11F）
- セレブリオ（10F、11F）
- ハッピーマジックスイート
- ファミリーハッピーマジックルーム（2段ベッド備え付け）
- ハッピーマジックルーム（3–5F）
- ヒルトンルーム
- 独立型チャペル プリマルーチェ

## 飲料施設詳細
- フォレストガーデン（アジアン料理）
- アチェンド（地中海料理）
- ダイナスティー王朝（中国料理）
- シルバ（バー＆スナック）
- ラウンジ・オー（スイーツビュッフェ）
- フレッシュ・コネクション（ケーキ・菓子等）
- セガフレード・ザネッティ・エスプレッソ(軽食・喫茶)

## アクセス
- 舞浜駅から専用直通バス　所要時間約5分平日、土、日）
- ディズニーリゾートライン・ベイサイドステーション下車
  - 徒歩3分
  - ディズニーリゾートクルーザー（無料）にてすぐ
- リムジンバス(羽田空港・成田空港)

## その他
- 1990年よりTBS系列で放送されたテレビドラマ『HOTEL』の撮影現場となった[6]。この影響を受けて、テレビ番組で当ホテルが紹介される時には、しばしばドラマのBGMが使用される。
- 2007年4月19日からテレビ朝日系列で放送が始まったテレビドラマ『ホテリアー』で「東京オーシャンホテル」として登場する。
- 2009年にはオフィシャルホテルで初のコンビニエンスストアとしてポプラの「生活彩家」が開店したが、2021年2月をもって撤退し、同年3月からは「ローソン」が開店した[7]。